# Faustin Adolphe Hélie
Faustin Adolphe Hélie, född 1829 i Paris, död 1894, var en fransk rättslärd. Han var son till Faustin Hélie.
Hélie, som var domare, gjorde sig bekant som författare till Constitutions de la France (1875–1879).